# Sorø Klosterkirke
Sorø Klosterkirke ligger i Sorø og er bygget som en gravkirke for Hvideslægten. Den mest berømte af Hviderne, biskop Absalon, indkaldte cisterciensermunke fra Esrum Kloster i 1161 til at bygge kirken og klosteret. Munkene byggede i den tids nye materiale, teglsten. Den stod færdig, da Absalon døde i 1201. Han blev begravet foran højalteret, og mange af Hviderne har gravplads i kirken. Det samme gælder kong Christoffer II , dronning Eufemia og deres søn, kong Valdemar Atterdag. Kong Christoffer og dronning Eufemia ligger i bronze-effegier på deres sarkofag sammen med et af deres seks børn, en lille pige, men alabast-udsmykningerne og den legemsstore figur på Valdemars fornemme gravmæle blev ødelagt, da en del af hvælvingen styrtede ned i 1651, så nu står kun den sorte granitsarkofag tilbage.
Det er i øvrigt usikkert om barnefiguren på kong Christoffers epitafium forestiller datteren Agnes eller datteren Helvig; begge døde som børn.
I 1387 blev Margrethe I's søn kong Oluf 2. begravet i kirken – hans gravsten er nu indmuret i korets østvæg. Da dronning Margrethe døde i 1412, blev hun efter eget ønske ført til Sorø.
Til munkenes store fortrydelse "bortførte" Roskildebispen Peder Jensen Lodehat dronningens lig kort tid efter, og hun blev bisat i Roskilde Domkirke d. 4. juli 1413.
Klosterkirken er en sand skatkiste af bemærkelsesværdige ting og finurligheder: den malede frise, der smykker væggene højt oppe ved loftet med spøjst udseende "fugl" for enden af den ene. Dette skulle være malet af en svend, der lavede et lidet flatterende billede af sin mester som en fugl med stort næb. Vi må tro, at mesteren havde en bemærkelsesværdig stor næse.[kilde mangler]
Sorø Klosterkirke ejes af Stiftelsen Sorø Akademi.